# 11498 Julgeerts
A 11498 Julgeerts (ideiglenes jelöléssel 1989 GS4) a Naprendszer kisbolygóövében található aszteroida. Eric Walter Elst fedezte fel 1989. április 3-án.